# 24761 Ahau
24761 Ahau este o planetă minoră (asteroid) din Asteroid Apollo. A fost descoperită pe 28 ianuarie 1993 la Observatorul Palomar de Carolyn S. Shoemaker și a fost numită după Kinich Ahau. 
Obiectul prezintă o orbită caracterizată de o semiaxă mare de 1,3349973 UAi, o excentricitate de 0,3059, o înclinație de 21,91927 ° în raport cu ecliptica.